# Plakdiertjes
Plakdiertjes (Placozoa) zijn een stam van het dierenrijk, waarvan slechts één moderne soort bekend is: Trichoplax adhaerens. De Placozoa zijn de eenvoudigste meercellige dieren. Over de verwantschap met andere stammen bestaat nog onduidelijkheid. Uiterlijk lijken ze het midden te houden tussen een amoebe en een platworm. Er zijn niet meer dan vier verschillende celtypen. Soms worden de Placozoa bij de middendiertjes (Mesozoa) of Agnotozoa gerekend en anderen beschouwen ze als vertegenwoordigers van de Parazoa. Om deze discussie enigszins te ontwijken wordt hen ook weleens een eigen onderrijk toegekend, de Phagocytellozoa. Deze naam is een verwijzing naar fagocytose, een proces dat kenmerkend is voor de groep en wordt gebruikt om voedsel op te nemen.
De hele stam bestaat uit slechts één soort, Trichoplax adhaerens, hoewel er sprake is van een tweede soort, Treptoplax reptans. Deze laatste is na de beschrijving in 1896 nooit meer waargenomen, en aan het bestaan ervan wordt getwijfeld.
Trichoplax adhaerens werd in 1883 door de Duitse zoöloog Franz Eilhard Schulze ontdekt in een zeewateraquarium van het Zoölogisch Instituut in Graz. Lange tijd werd verondersteld dat het een larve van neteldieren (Cnidaria) was, concreet van Eleutheria krohi. Onderzoek van Karl Gottfried Grell in de jaren 1970 wees uit dat het een aparte soort was die zelfs in een eigen phylum of stam werd geplaatst, naast alle andere dieren.
T. adhaerens is ook in het wild op allerlei plaatsen aangetroffen en vertoont een grote genetische variatie. Het is mogelijk dat het om meerdere soorten gaat.

## Fylogenetische positie
| Mogelijke fylogenetische posities van de Placozoa                         | Mogelijke fylogenetische posities van de Placozoa                         | Mogelijke fylogenetische posities van de Placozoa                         |
| ------------------------------------------------------------------------- | ------------------------------------------------------------------------- | ------------------------------------------------------------------------- |
| - Metazoa - Placozoa - - Porifera - - Cnidaria - - Ctenophora - Bilateria | - Metazoa - Porifera - - Placozoa - - Cnidaria - - Ctenophora - Bilateria | - Metazoa - Porifera - - Ctenophora - - Cnidaria - - Placozoa - Bilateria |

Er zijn verschillende mogelijkheden voor de positie van de placozoa in de evolutionaire stamboom. Morfologisch lijkt het alsof ze de primitiefste meercellige organismen zijn; eenvoudiger dan de sponzen (Porifera). Net als alle dieren, uitgezonderd de sponzen, bevatten Placozoa echter desmosomen: structuren die cellen bij elkaar houden. Op basis hiervan zouden de sponzen de meest primitieve dieren zijn en de placozoa dichter bij de overige dieren staan. Moleculair-genetisch onderzoek doet vermoeden dat de placozoa gezien moeten worden als dieren met organen die in een secundaire ontwikkeling die organen weer verloren hebben.

## Taxonomie
- Familie Trichoplacidae
  - Geslacht Trichoplax
    - Trichoplax adhaerens